# Sankt Martin im Sulmtal
Sankt Martin im Sulmtal é um município da Áustria, situado no distrito de Deutschlandsberg, no estado da Estíria. Tem 39,18 km² de área e sua população em 2019 foi estimada em 3.093 habitantes.